# Schloss Redwitz
Das Schloss Redwitz liegt am nordöstlichen Rand des oberfränkischen Ortes Redwitz an der Rodach auf einem Felskegel über dem Steilufer der Rodach. Das heute geschützte Baudenkmal wurde mehrfach zerstört und wiederaufgebaut. Aufgrund archäologischer Befunde im Bereich des Schlosses, die in Zusammenhang mit dem mittelalterlichen Kern des Gebäudes stehen, stellt die Anlage als Ganzes zudem ein Bodendenkmal mit der Nummer D-4-5833-0119 dar.

## Geschichte

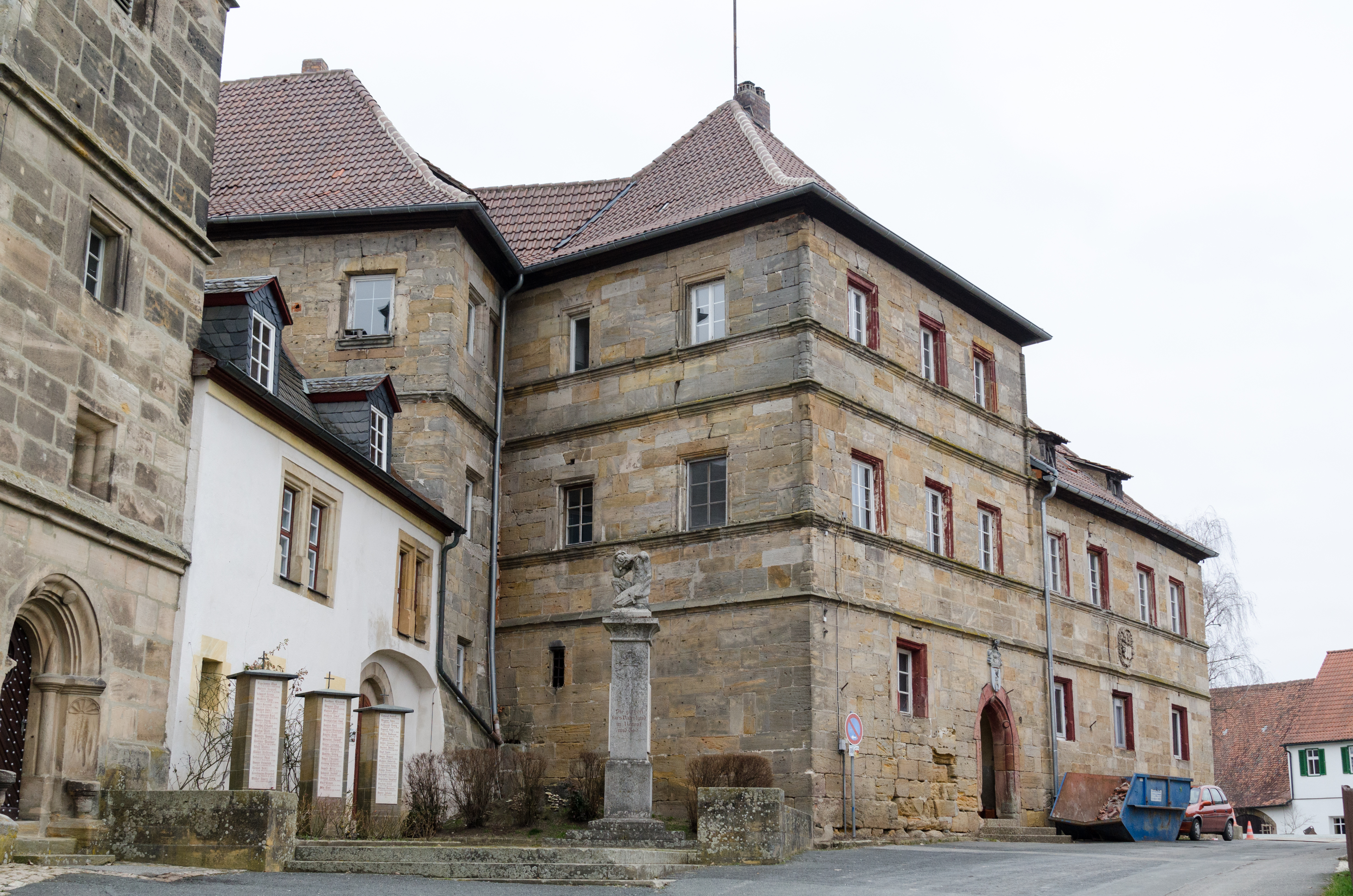
Schloss Redwitz: Schlosskirche, Südflügel

Die erste urkundliche Erwähnung war 1248. Auf dem Grundstück stand Mitte des 13. bis zur Mitte des 14. Jahrhunderts eine Burg, errichtet von einem Zweig der Marschälke von Kunstadt. Erster Burgherr war entweder ein Iring von Kunstadt (bzw. von Redwitz) oder ein Erchinpert von Kunstadt (bzw. von Redwitz).
Im 14. Jahrhundert wurde der Nordflügel als erster Teil des heutigen Schlosses erbaut. Die Burg wich Stück für Stück dem Schloss. Zum mittelalterlichen Schloss gehörte die Schlosskapelle, die seit 1480 im Westflügel untergebracht war. Im Bauernkrieg wurde 1525 eine der beiden Kemenaten niedergebrannt, die andere erheblich beschädigt. Im selben Jahr baute Berthold von Redwitz das Schloss wieder auf. Anfang des 17. Jahrhunderts wurde der südliche Bau errichtet. Der Ausbau des Westflügels mit den Hofarkaden und dem Treppenturm ist vermutlich etwas früher erfolgt. 1697 wurde zum ersten Mal der Ostflügel erwähnt, den der Obristen Georg Christoph von Redwitz errichten ließ.
Aufgrund starker Verschuldung wurde das Schloss mit dem zugehörigen Gutshof unter Freiherr Wilhelm Theodor von Redwitz 1873 versteigert. Der Horber Brauereibesitzer Johann Gampert erwarb das Anwesen. Im Jahr 1952 kaufte das Erzbistum Bamberg von der Familie Gampert die Immobilie. Teils unsachgemäße Umbauten wurden in den folgenden Jahrzehnten ausgeführt, teils setzte Verfall ein. Das Erzbistum ließ den Rittersaal zu einem Betsaal erweitern. Nach der Fertigstellung der Kirche St. Michael veräußerte 1965 die Erzdiözese das Schloss. Es folgten zwei Privatbesitzer. Im Jahr 2014 kam es zum erneuten Eigentümerwechsel.

## Anlage
Das Schloss ist eine unregelmäßige Vierflügelanlage mit drei- und zweigeschossigen Walmdachbauten. Zwei L-förmige Flügelbauten umschließen den trapezförmigen Innenhof mit zwei hofseitigen Treppentürmen.